# Serino
Serino község (comune) Olaszország Campania régiójában, Avellino megyében.

## Fekvése
A Picentini-hegységben fekszik, és kedvenc úti célja a téli sportokat kedvelő turistáknak. Határai: Aiello del Sabato, Calvanico, Giffoni Valle Piana, Montella, San Michele di Serino, Santa Lucia di Serino, Santo Stefano del Sole, Solofra és Volturara Irpina.

## Története
Valószínűleg a longobárdok uralma idején alakult ki (7-8. század). A következő századokban nemesi birtok volt. A 19. században nyerte el önállóságát, amikor a Nápolyi Királyságban felszámolták a feudalizmust.

## Népessége
A népesség számának alakulása:

## Főbb látnivalói
Fő látnivalói a 16. századi San Lorenzo-templom valamint a La Civita longobárd erődítmény. Innen indul a casertai királyi palotát vízzel ellátó Vanvitelli-vízvezeték.